# DJ Screw
Robert Earl Davis Jr. (20 de julio de 1971-16 de noviembre de 2000), más conocido por su nombre artístico DJ Screw, fue un DJ de hip hop estadounidense radicado en Houston, Texas, y mayormente conocido como el creador de la técnica de DJ picado y atornillado. Fue una figura central e influyente en la comunidad de hip hop de Houston y líder de Screwed Up Click de Houston.
Davis lanzó más de 350 mixtapes y fue reconocido como un innovador principalmente a nivel regional hasta su muerte por sobredosis de codeína en 2000. Su legado fue descubierto por un público más amplio alrededor de 2005 y ha pasado a influir en una amplia variedad de artistas.

## Primeros años de vida
Robert Earl Davis, Jr. nació en Smithville, Texas. Su padre, Robert Earl Davis Sr., era un conductor de camión de larga distancia con sede en Houston. Su madre, Ida May Deary, que tenía una hija pequeña de un matrimonio anterior, llegó al área de Smithville para estar con su madre cuando nació su hijo en 1971. Más tarde regresó a Houston, pero el matrimonio estaba fracasando. Pronto terminaría, y ella y sus hijos se mudaron a Los Ángeles por un par de años, luego regresaron a Houston y regresaron a Smithville en 1980 cuando Davis tenía nueve años.
Cuando era joven, DJ Screw aspiraba a ser camionero como su padre. Sin embargo, ver la exitosa película de break dance de 1984, Breakin', y descubrir el tocadiscos de su madre lo atrajeron a la música. Su admiración por la música clásica lo impulsó a retomar sus lecciones de piano. Después de siete años de práctica, fue capaz de tocar de oído obras como el Estudio en do mayor de Chopin.[cita requerida] Su interés musical cambió cuando tomó los discos de BB King y Johnnie Taylor de su madre y los rayaba en el tocadiscos como lo hacían los DJ, ralentizando el disco giratorio y luego permitiéndole volver a acelerarlo, jugando con el sonido.
Davis comenzó a comprar sus propios discos y pinchaba con su amigo Trey Adkins, quien rimaba. Según Adkins, «Screw tenía una jam box y le conectó dos tocadiscos, haciendo un fader con el sintonizador de radio para poder pinchar». Adkins dijo que si a Davis no le gustaba un disco, lo desfiguraba con un tornillo. Un día, Adkins le preguntó: "¿Quién te crees que eres, DJ Screw?". A Davis le gustó la idea y, a cambio, le puso a su viejo amigo un nuevo nombre: Shorty Mac.

## Carrera
Davis comenzó a trabajar como DJ a los 12 años en 1983, y comenzó a realizar sus características mezclas de ritmo lento en 1990. Este estilo se convirtió en su principal foco a finales de 1991 y principios de 1992. Las mezclas comenzaron como compilaciones especiales solicitadas por amigos y personas informadas. Pronto los puso a la venta cuando su amigo íntimo Toe le ofreció comprarle una mezcla por diez dólares. En ese momento, los clientes comenzaron a solicitar cada vez más sus mezclas más conocidas en lugar de listas personalizadas. A principios de la década de 1990, invitó a algunos de los MCs de Houston del lado sur de la ciudad para que rimaran en esas mezclas.  Esta coalición de maestros de ceremonias eventualmente se convirtieron en los padres del Screwed Up Click. Muchos miembros de Screwed Up Click, o SUC, son considerados figuras clave en el canon del hip hop de Houston. La formación original incluía a Big Hawk, Big Moe, ESG y Fat Pat, entre otros. Posteriormente, la tripulación incorporó a artistas emergentes como Z-Ro, Trae tha Truth y Lil Flip. Su carrera comenzó a avanzar una vez que conoció a Russell Washington de BigTyme Recordz y firmó con el sello.
Posteriormente Davis se mudó a una casa en la cuadra 7600 de Greenstone Street, cerca de Gulfgate Mall. Los fanáticos, algunos de ellos provenientes de zonas lejanas como Dallas y Waco, hicieron fila en su puerta para obtener sus grabaciones. Comenzó su propio negocio y abrió una tienda en 7717 Cullen Blvd en Houston, TX, llamada Screwed Up Records and Tapes. Se ha mostrado en numerosos vídeos musicales y documentales, así como en películas independientes. A principios de la década de 2010, este establecimiento cerró. Desde entonces se ha trasladado a 3538 West Fuqua, Houston, TX. Los fans también pueden comprar productos, incluidos mixtapes, en el sitio web de SUC. Actualmente hay varios Screwed Up Records and Tapes repartidos por Texas, incluido uno en Beaumont y en Austin.

## Muerte y legado
El 16 de noviembre de 2000, Davis fue encontrado muerto dentro de su estudio de grabación de Houston, en la cuadra 8100 de Commerce Park Drive. Los fanáticos especularon sobre la verdadera causa de su muerte. Cuando se publicaron los informes del forense, confirmaron que murió por una sobredosis de codeína además de una intoxicación por drogas mixtas. La codeína provenía de un jarabe para la tos que se vende con receta médica y que mezclaba con soda para adelgazar ("bebida morada"). Además de codeína, en su sangre se encontraron Valium y PCP. Su funeral tuvo lugar en la Iglesia Bautista Mount Pilgrim en su ciudad natal de Smithville, Texas.
DJ Screw ha ejercido una influencia considerable en la escena musical de Houston y sus alrededores, "ayudando a consolidar su legado como un vanguardista poco apreciado, creador de un sonido sui generis que sigue creciendo y mutando". El gobernador de Texas , Rick Perry, lo honró nombrándolo oficialmente "Pionero de la Música de Texas". Houston Press nombró al álbum de 1995 3 'n the Mornin' (Part Two) como el número 13 en su lista de los 25 mejores álbumes de rap de Houston de todos los tiempos, atribuyendo al lanzamiento la forma en que ayudó a dar forma a la cultura hip-hop de Houston. Cuando la escena de hip-hop de Houston se volvió prominente a nivel nacional en 2004, muchos de los actos más importantes podían atribuirse al grupo de DJ Screw, Screwed Up Click. Muchos artistas fuera del rap de Houston han sido influenciados por el trabajo de Screw, incluidos artistas electrónicos experimentales como Oneohtrix Point Never, Balam Acab, How to Dress Well, y Rabit .
El género mostrado por DJ Screw ha evolucionado desde entonces hasta convertirse en una subcultura con sede en Houston que se asocia con el consumo recreativo de codeína, joyas opulentas y elaborados vehículos antiguos. Screw también ha dejado tras de sí un grupo de seguidores de culto que se identifican a sí mismos como "cabezas de tornillo". En 2006 se organizó un festival de música y una exhibición de coches en honor a DJ Screw. El DJ Screwfest inaugural contó con 200 vehículos y una lista de canciones que incluía artistas destacados del hip-hop de Houston como Trae y Chingo Bling. El primer festival tuvo lugar en el recinto ferial del condado de Pasadena. El documental de 2007 Screwed In Houston, producido por VBS/ Vice Magazine, detalla la historia de la escena de hip hop de Houston y la influencia de la subcultura chop and screwed en el hip hop de Houston. La serie de cinco partes dedica un episodio completo a DJ Screw e incluye imágenes de él días antes de su muerte. La Colección de Investigación de Hip Hop de Houston de las Bibliotecas de la Universidad de Houston  alberga los documentos de DJ Screw, incluidos aproximadamente 1500 discos de vinilo propiedad de DJ Screw, grabaciones originales de DJ Screw, fotografías, listas de pistas escritas a mano y más. Algunos de estos materiales han sido digitalizados.
En agosto de 2018, Travis Scott lanzó Astroworld, que incluye la cuarta pista, " RIP Screw ", dedicada a DJ Screw. La canción rinde homenaje a su legado e influencia, y Travis Scott, nativo de Houston, reconoce su impacto en la cultura musical de la ciudad.
En enero de 2020, se reveló la película biográfica All Screwed Up, que detalla la vida y los eventos por los que pasó DJ Screw. En diciembre de 2020, Sony anunció que la película está en desarrollo, con Isaac Yowman como director. No se ha anunciado ninguna fecha de lanzamiento.

## Discografía

### Álbumes lanzados mientras vivía
| Año  | Título                                 | Etiqueta                |
| ---- | -------------------------------------- | ----------------------- |
| 1994 | 3 'n the Mornin': Primera parte        | Bigtyme Recordz         |
| 1994 | Aún a flote vol. I                     | Bigtyme Records,        |
| 1995 | Todo jodido, vol. II                   | Bigtyme Recordz         |
| 1996 | 3 'N The Mornin' (Parte Dos) [Azul]    | Bigtyme Recordz         |
| 1998 | 3 'n the Mornin': Parte dos [Rojo]     | Bigtyme Recordz         |
| 1999 | Todo trabajo, nada juego vol. I        | Jam Down Records        |
| 1999 | Disco 2 de Power Moves de SPM: La Mesa | Registros de Dope House |

### Álbumes lanzados póstumamente
| Año  | Título                                 | Etiqueta                        |
| ---- | -------------------------------------- | ------------------------------- |
| 2001 | La leyenda                             | Bigtyme Recordz                 |
| 2002 | Todo trabajo, nada juego, vol. 2       | Entretenimiento Reliant         |
| 2002 | Soldados unidos por el dinero          | TJ Music/REL Entertainment, LLC |
| 2016 | 3 `N The Mornin` (20.º aniversario DE) | Bigtyme Recordz/SoSouth         |

### Serie de televisión biográfica distribuida a nivel nacional
| Año  | Título      | Etiqueta     |
| ---- | ----------- | ------------ |
| 2020 | Todo jodido | Visuales IYO |

### Películas documentales de distribución nacional
| Año  | Título                                                    | Etiqueta               |
| ---- | --------------------------------------------------------- | ---------------------- |
| 2001 | Soldados unidos por dinero en efectivo VHS                | REL Entertainment, LLC |
| 2004 | Soldados unidos por dinero (Edición de coleccionista) DVD | REL Entertainment, LLC |
| 2007 | Historia no contada                                       |                        |

### Serie de mixtapes oficial de Screwtape
Los "Screwtapes" eran mixtapes que DJ Screw hacía él mismo y vendía principalmente desde su casa o cuando viajaba para hacer shows. Muchos de sus amigos improvisaron y hablaron sobre los instrumentos y las canciones.
Los mixtapes fueron reeditados después de su muerte en 2000 y recibieron el título de "Diario del Originador: Capítulo". A pesar de ello, no fueron reeditados cronológicamente. Las obras datan entre 1993 y 2000. Continuaron lanzándose nuevos capítulos.
 
Capítulo 001: Done Deal
Capítulo 002:	Tales From Tha 4
Capítulo 003:	Duck Sick
Chapter 004:	Choppin 'Game Wit Toe
Chapter 005:	Still A G At 27
Chapter 006:	Down South Hustlers
Capítulo 007: Ballin' In Da Mall
Capítulo 008:	Let's Call Up On Drank
Capítulo 009:	Makin 'Cash Forever
Chapter 010:	Southside Still Holdin
Chapter 011:   Headed 2 Da Classic
Capítulo 012:   June 27th
Chapter 013:	Leanin On A Switch
Capítulo 014:	Sippin' Codeine
Capítulo 015:	The Next Episode
Chapter 016:	Late Night Fuckin' Yo Bitch
Capítulo 017:	Show Up And Pour Up
Capítulo 018:	Killuminati
Capítulo 019: 'N 2 Deep
Capítulo 020:	Crumbs To Bricks
Capítulo 021:	The World Is Mine
Capítulo 022: P's And Q's
Capítulo 023:	Dancing Candy
Capítulo 024: 9 meses después
Capítulo 025: Unpredictable
Capítulo 026: Blowin' Big Behind Tint
Capítulo 027: Plots And Schemes
Capítulo 028: Worldwide Southside
Capítulo 029: Saturday Nite Live
Capítulo 030: G Love
Capítulo 031: 2000 Tears
Capítulo 032:	G-Code
Capítulo 033:	G'd Up Shit
Capítulo 034: Es un mundo sucio
Capítulo 035:	Charge It To The Game
Capítulo 036: Who Next With Plex
Capítulo 037: 10201
Capítulo 038: Headed 2 Da League
Capítulo 039: One Life To Live
Capítulo 040: Yellowstone vs. The Nation
Capítulo 041: Ghetto Fabulous
Capítulo 042: Popped Up Smoked Up
Capítulo 043: Independence Day
Capítulo 044: Eyes On The Prize
Capítulo 045: 100% Business
Capítulo 046: Jarabe y Soda
Capítulo 047: Coño, hierba y alcohol
Capítulo 048: Gallon 1
Capítulo 049: Codeine Fiend
Capítulo 050:	Money Over Bitches
Capítulo 051: 9 Fo Shit
Capítulo 052: Only Rollin' Red
Capítulo 053: Y 2 Grey
Capítulo 054: No Haters Allowed
Capítulo 055: Back On The Streets
Capítulo 056: Blue Ova Grey
Capítulo 057: Wineberry Over Gold
Capítulo 058: You Don't Work You Don't Eat
Capítulo 059: Southside Most Wanted
Capítulo 060:	All Day In The Trey
Capítulo 061:	Niggas Can't See Me
Capítulo 062:	Dead End Hustler For Life
Chapter 063:	Mourn U Till I Join You
Capítulo 064:	Locked N Da Game
Capítulo 065:	Road To Riches
Capítulo 066: Layed Back Rollin
Capítulo 067:	Back In Tha Deck
Capítulo 068:	Tre World
Capítulo 069:	Southside Riders
Capítulo 070:	Endonesia
Capítulo 071:	The Final Chapter
Capítulo 072:	Off The Head
Capítulo 073:	No Hacer Dólares No Tiene Sentido
Capítulo 074:	Mash For My Dream
Capítulo 075:	Ridin' High
Capítulo 076:	Black Hearted
Capítulo 077:	Only The Real
Capítulo 078: Nobody Does It Better
Capítulo 079:	Ain't Nuthin' Better
Capítulo 080: Hold Ya Head
Capítulo 081:	Screwed Up Texas
Capítulo 082: 98 Live
Capítulo 083: Ball 2 U Fall
Capítulo 084: Str8 Puttin' It Down
Capítulo 085: Riches Over Bitches
Capítulo 086:	Gees Nite Out
Capítulo 087:	Shinnin' Like The Sun
Capítulo 088: Blasphemy
Capítulo 089:	Outlaws
Capítulo 090: 4th Of July
Capítulo 091: Take It How You Wanna
Capítulo 092: Back N Yo Ear
Capítulo 093:	Da Reunion
Capítulo 094:	Still Hoopin'
Capítulo 095: Sittin' On Top Of The World
Chapter 096:	Can't Hold Ya Hand
Capítulo 097: Players Choppin Game
Chapter 098:	Four Corners Of The World
Capítulo 099:	Shot Callin'
Capítulo 100: Platinum Shit
Capítulo 101: Graduation 99
Capítulo 102: 3 Years Later
Capítulo 103: Popped Up Sittin Low
Capítulo 104: Sittin' Sideways
Capítulo 105: Everyday Allday
Capítulo 106: On A Pint
Capítulo 107: It's All Good
Capitulo 108: 3 'N Da Mornin'
Capítulo 109: Einstein	Einstein
Capitulo 110: Feel My Pain
Capítulo 111: Shit Don't Stop	Shit Don't Stop
Capítulo 112: Jammin' Screw
Capítulo 113: Barre
Capítulo 114: Bow Down
Capítulo 115: Down And Out
Capítulo 116: Straight From The Heart	Straight From The Heart
Capítulo 117: Return Of The Red	Return Of The Red
Capitulo 118: Laftex
Capitulo 119: No Drank
Cap 120: 10 Deep
Capitulo 121: Another Day Another Dollar
Capítulo 122: Facin' Time	Facin' Time
Capítulo 123:	Snitches
Capitulo 124: Hurricane Duck
Capítulo 125:	Ooh Wee Man
Capítulo 126:   If The Price Is Right
Capítulo 127: Southside Holdin
Capítulo 128: It's Gonna Get Better
Capítulo 129: In Yo Face	In Yo Face
Capítulo 130: Back 2 The Lab
Cap 131: Syrup Sippers
Capítulo 132: Can't Fade It	Can't Fade It
Capítulo 133: Money By The Ton	Money By The Ton
Capítulo 134: Hard Times
Capítulo 135: Steady Dippin'	Steady Dippin'
Capítulo 136:	Da Funk Is On Your Mind
Capítulo 137:	Blue 22
Capítulo 138: Are U Still Down
Capítulo 139: 2 Liters
Capítulo 140:	Symptoms Of A Thug
Capítulo 141: Another Platinum Hit	Another Platinum Hit
Capítulo 142: All Work No Play	All Work No Play
Capítulo 143: Million Dollar Boys
Capítulo 144: Heavy 'N Tha Game
Capítulo 145: S.U.C. For Life
Capítulo 146: Only Time Will Tell	Only Time Will Tell
Capitulo 147: Niggas & Flys
Capítulo 148:	Do You Feel Me
Capítulo 149: Beatin Up Da Block
Capítulo 150: Mind On My Money	Mind On My Money
Chapter 151:	Mo Money
Chapter 152:	Pullin' On Yo Curve
Capítulo 153:	Drankin' On A Gallon
Capítulo 154:	Pop Trunk
Capítulo 155:	No Love
Capítulo 156:	100 Minutes Of Realness
Capítulo 157:	Goin' Fed
Capítulo 158:	Squarin' It Off
Capítulo 159:	Fuera de la tienda
Capítulo 160: Hail Mary
Capítulo 161:	Same Ol' G
Capítulo 162:	Unlady Like
Chapter 163:	Mashing 'N Millenium Mode
Capítulo 164:	Southside Connection
Capítulo 165:	Street Fame
Capítulo 166:	Amor telefónico
Capítulo 167:	Un millón de dólares después
Capítulo 168:	No Time For Bullshit
Capítulo 169: Still Standing
Capítulo 170:	Wreckshop
Capítulo 171:	Freestyle Kings
Capítulo 172:	Straight Wreckin'
Capítulo 173: 99 Live
Capítulo 174:	D.E.A. Bootcamp
Capítulo 175:	Players Ball
Capítulo 176:	Robin St. 4 Life
Capítulo 177:	En Dios Confiamos
Cap 178: En La Zona
Capítulo 179:	La Mente Sobre La Materia
Capítulo 180: 3 'N Da Morning Pt. II
Capítulo 181: Grey In The Deck	Grey In The Deck
Capítulo 182:	Ridin' Dirty
Capítulo 183:	In The Do
Capítulo 184:	Going Hard
Capítulo 185: Permaneciendo abajo
Capítulo 186:	Thug Life
Capítulo 187:	Dead End Representative
Chapter 188:	Pay Like U Way
Chapter 189:	Another Day Another Dub
Capítulo 190: 3-4 Action
Capítulo 191:	Southsiders
Capítulo 192: High Till I Die
Chapter 193:	Something 4 Dat Trunk
Chapter 194:	Thangs Done Changed
Capítulo 195: Fear No Man	Fear No Man
Capítulo 196:	Sugar Hill
Capitulo 197: Elmtree Crawfish
Capítulo 198:	Uncut Funk
Capitulo 199: Street Dreams
Capitulo 200: Ain't No Sleepin'
Capítulo 201:	Players Nite Out
Capítulo 202:	Still In Da Game
Capítulo 203: Almost On Dem Streets
Capítulo 204:	The Meadows
Capítulo 205:	Slippin' Red
Capítulo 206: Haters Stay Away	Haters Stay Away
Capítulo 207:	Goin' All Out
Capítulo 208: Austin 2 Houston Pt II	Austin 2 Houston Pt. II
Capítulo 209:	Deep Down South
Capítulo 210:	Bangin' Down The Strip
Capítulo 211:	Off Parole
Capítulo 212:	Still Hustlin'
Capítulo 213:	Made Niggaz
Capítulo 214:	Old School
Capítulo 215: South Side Players	South Side Players
Chapter 216:	Flippin' On A Sunny Day
Capítulo 217:	Sittin' On Chrome
Capítulo 218:	Way 2 Real
Capítulo 219:	Leanin In The Leans
Capítulo 220:	Player Memories
Capítulo 221: 2 Pints Deep
Capítulo 222:	My Block
Capítulo 223:	Trey Day
Capítulo 224: 97 Live
Capítulo 225:	Back Up In You
Capítulo 226:	Million Dollar Hands
Capítulo 227: We Don't Bar It
Capítulo 228: Back On The Grind	Back On The Grind
Capítulo 229: Thugs Night Out
Capítulo 230:	Paying Dues
Chapter 231:	Love 4 The Hood
Capítulo 232:	Tryin 2 Survive
Capítulo 233:	Finally Made It
Capítulo 234:	Still A G At 23
Capítulo 235: Flippin 2 Da Classic Pt II	Flippin 2 Da Classic Pt. II
Capítulo 236: Screw & Blunt
Chapter 237:	Dope Dealin & Cap Peelin
Chapter 238:	On The Real
Capítulo 239:	3-D
Capítulo 240: That Classic
Capítulo 241: Hurtin These Boys
Capítulo 242:	Puttin It Down
Capítulo 243:	Commin Up Quick
Chapter 244:	It Don't Stop
Capítulo 245: Waitin On Slant	Waitin On Slant
Capítulo 246: Willow Glen	Willow Glen
Capítulo 247: Sudden Death
Capítulo 248: 380 D On That Ass
Capítulo 249:	12/16/1972
Capítulo 250:	Da Return
Capitulo 251: Stressed Out
Capítulo 252:	Separatin Da Real De Da Fake 
Chapter 253:	Stayin Sucka Free
Capítulo 254: Fresh Out The County
Capítulo 255:	Elimination
Capítulo 256: Screw & Doug
Capítulo 257:	All About Pat
Capítulo 258:	Fuck The World
Capítulo 259:	Somethin' 4 U Haters
Capítulo 260:	Bar It 4 What
Capítulo 261:	R.I.P. Tee Lee
Capítulo 262:	Clay & Screw
Capítulo 263: Nard & Screw
Capítulo 264:	Screw Dub '96
Capítulo 265:	Shay & Screw
Capítulo 266: Hasta que la muerte nos separe
Capítulo 267: 4 Young Gees
Capítulo 268: Dave & Screw
Capítulo 269:	Lil Rob Personal
Capítulo 270: D Pac & Screw
Capítulo 271:   Screw & Terrance
Capítulo 272:   Screw Dub '95
Capítulo 273:   So Much Pain
Capítulo 274:   Still Thuggin Pt. II
Capítulo 275:   Screw Dub '95
Capítulo 276: Herschelwood
Capítulo 277:   Shootin Slugs
Capítulo 278: Lil Chuck & Screw
Capítulo 279:   Just Another Tight Screw
Capítulo 280:	5:00 AM
Capítulo 281:   Stackin Paper
Capítulo 282:   Sprinkle Me '97
Capítulo 283:   Screw Dub '98
Capítulo 284: So Many Ways
Capítulo 285: Yellowstone Texas '95
Capítulo 286:	Out On Bond '95
Capítulo 287:	Floss Mode '96
Capítulo 288: Fuck You Haters
Capítulo 289:	In Yo Ear
Capítulo 290: Tolu
Capítulo 291: One Year Later   One Year Later
Capítulo 292:   Cloverland
Capítulo 293: Screw y Piccolo
Capítulo 294:   Jut & Screw
Capítulo 295:   Screw Dub
Capítulo 296: '96 Live
Capítulo 297:   Stick 1 & Screw
Capítulo 298:   Together Forever
Capítulo 299: Screw Dub 94 - 3rd Ward/Herschelwood
Capítulo 300: Hell Raiser/Screw Dub
Capítulo 301: Smoke One/Smoke Two '91
Capítulo 302:    DJ Screw & Lante '94
Capítulo 303:    ESG '94
Capítulo 304: 3rd Ward Freestyle '98/4th Ward Freestyle '95
Capítulo 305: Dre & Screw '95
Capítulo 306: Herschelwood Click '94
Capítulo 307: BC & Screw '97
Capítulo 308: Mantny & Screw '95
Capítulo 309: Hen Duce & Screw '95
Capítulo 310:    Big G
Capítulo 311: 1 Deep/Stick 1 '94
Capítulo 312: Poppy & Screw '97
Capítulo 313: South Side '94
Capítulo 314:    Mann Phoo
Capítulo 315:    Live From Club Nouveau '97
Capítulo 316:    Live From Club Nouveau '97 Pt. 2
Capítulo 317: Screw Dub '97
Capítulo 318: Screw Dub Stick 1 '98
Capítulo 319: Floyd & Screw '98
Capítulo 320:    On A Mission
Capítulo 321:    Still Thuggin Pt. 1
Capítulo 322:    Houston 2 Austin '95 Pt. 1
Capítulo 323: March Madness '98
Capítulo 324:    Dusk 2 Dawn
Capítulo 325:    Screw Dub 325
Capítulo 326:    Red Turn Heads
Capítulo 327:    ESG Live At Screw House '94
Capítulo 328: Screw Dub 328
Capítulo 329: Big Mello '92 / Botany Boys '93
Capítulo 330:    Live From Club Nouveau '97 Pt. 3
Capítulo 331:    Live From Club Nouveau '97 Pt. 4
Capítulo 332: Live From Club Nouveau '97 Pt. 5
Capítulo 333: En directo desde el Club Nouveau '97 Pt. 6
Capítulo 334:    Live From Club Nouveau '97 Pt. 7
Capítulo 335:    En directo desde el Club Nouveau '97 Pt. 8
Capítulo 336: En directo desde el Club Nouveau '97 Pt. 9
Capítulo 337: Gettin On Bout Mine '95
Capítulo 338:    Screw Dub '94 338
Capítulo 339: G Town C Side '95
Capítulo 340: 4th Ward '95
Capítulo 341: Smoke On
Capítulo 342: Club New Jack '91
Capítulo 343:    What's Really Goin On '95
Chapter 344:    Stayin Down Pt.2 '95
Capítulo 345: Got It On My Mind '96
Capítulo 346:    Crawlin Down On Boys
Capítulo 347: Ghetto Thugs '97/'94 Flows
Capítulo 348: Shuttin A Door '95
Capítulo 349: Funky Ride
Capítulo 350: 2000
Capítulo 351: New 2000
Capítulo 352: 2000 Freestyle
Capítulo 353: Baytown 94 
Capitulo 354: comin out that 4 95
Capitulo 355: el toro 2000
Capitulo 356: it takes a bankroll 95
Capitulo 357: la misma mierda de siempre 95
Capítulo 358:    123 acción
Capitulo 359: no name 2 94
Capítulo 360:    Straight linin
Capitulo 361: you cant see me 95
Capitulo 362: no name 1 94
Capítulo 363:    Trey Ward 95
Capítulo 364: live from club nouveau 97

### Apariciones
E.S.G. - Ocean Of Funk (1994)
Aggravated - Accept (1995)
Al-D - Home Of The Free (1995)
E.S.G. - Sailin' Da South (1995)
Al-D - Mind At Ease (1996)
Mr. 3-2 - The Wicked Buddah Baby (1996)
Big Floyd - Sittin On Top Of The World (1996)
Point Blank - N Tha Doe (1997)
Banda Sonora 5th Ward (1997)
Botany Boyz - Thought of Many Ways (1997)
DJ DMD - Eleven (1997)
Lil Keke - Don't Mess With Texas (1997)
SPM (South Park Mexican) - Power Moves (doble disco, 1998)
Southside Playaz - You Gottus Fuxxed Up (1998)
Dead End Alliance - Screwed 4 Life (1998)
Lil Keke - The Commission (1998)
C-Note - 3rd Coast Born (1999)
Lil O - Blood Money (1999)
Rap-a-Lot Records - R.N.D.S. (recopilación, 1999)
Point Blank - Bad News Travels Fast (2000)
Lil' Flip - El duende (2000)
K-Rino - No Mercy (2000)
Big Hawk - Under H.A.W.K.'s Wings (2000)
Big Moe - City of Syrup (2000)
Al-D - Amor incondicional (2002)

## Lectura adicional
- Lance Scott Walker (2022). DJ Screw: A Life in Slow Revolution. University of Texas Press. ISBN 978-1-4773-2513-1.